# Klaus-Peter Tiemann
Klaus-Peter Tiemann (* 7. Mai 1945 in Brandenburg an der Havel) ist ein deutscher Ingenieurwissenschaftler, der im Jahr 1969 maßgeblich an der Entwicklung und Einführung des DDR-Farbfernsehens (Color 20) beteiligt war und Erfinder des ersten transkutanen Herzschrittmachers der DDR ist.

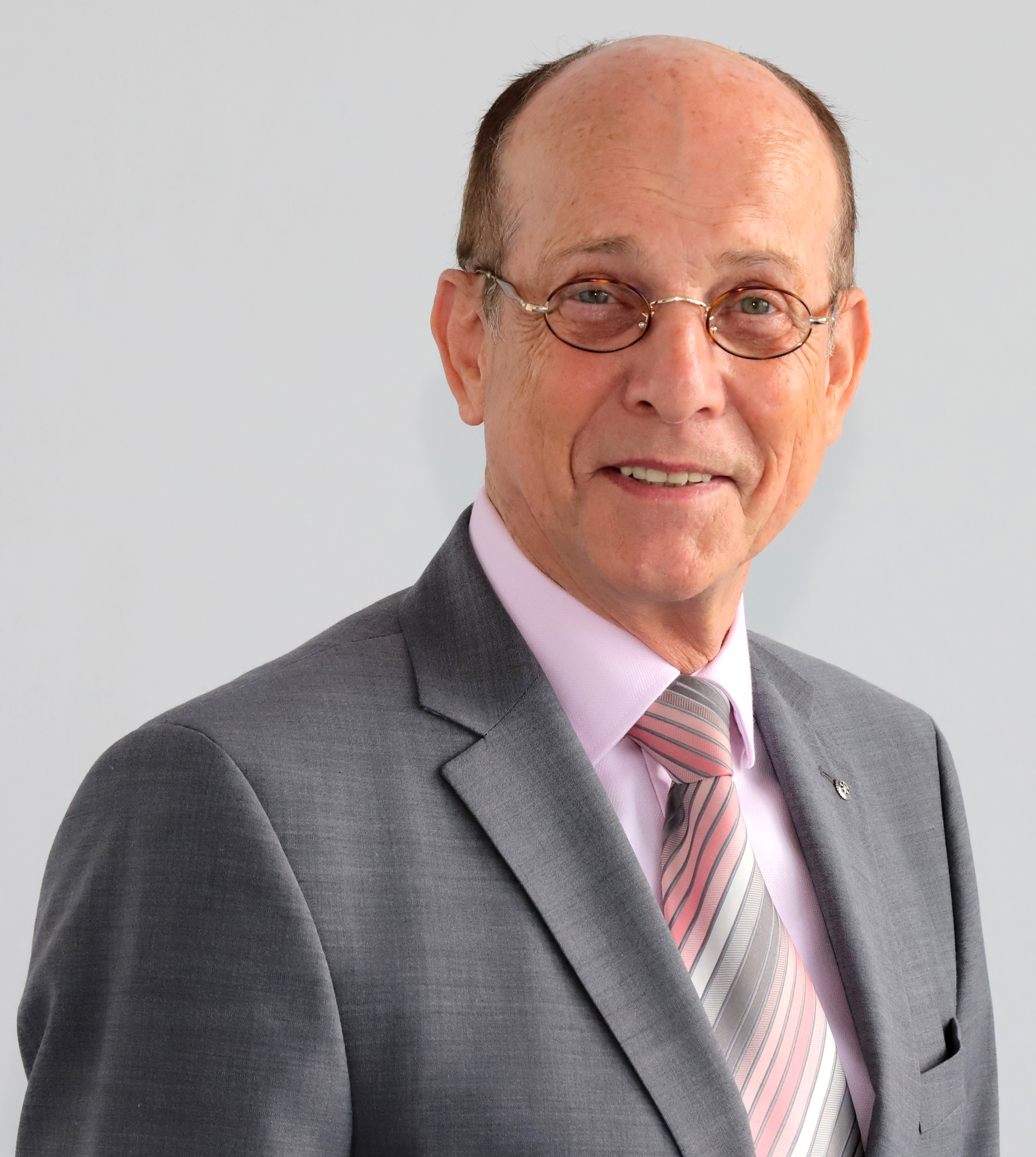
Dr.-Ing. Klaus-Peter Tiemann

## Leben
Klaus-Peter Tiemann absolvierte 1964 eine Lehre zum Radio- und Fernsehtechniker. Bis 1968 studierte und absolvierte er ein Studium zum Ingenieur für Funktechnik. Dieser Abschluss wurde 1991 vom sächsischen Kultusministerium urkundlich als Diplom-Ingenieur (FH) anerkannt. 1967 erwarb Tiemann noch als Student sein erstes Patent auf dem Gebiet einer neuen elektronischen Schaltung für die Frequenzmodulation. 1976 absolvierte er ein Fernstudium zum Hochschulingenieur für Informationstechnik, 1977 diplomierte er zum Dipl. Ing. für Informationstechnik. Ab 1976 arbeitete er als Direktor Dienstleistung im VEB RFT Industrievertrieb Rundfunk und Fernsehen Potsdam. Mit der gemeinsam mit seiner Frau Dietlind Tiemann zu dem interdisziplinären ingenieur- und wirtschaftswissenschaftlichen Thema „Technisch-ökonomische Aspekte des Standes und der Entwicklung von Messeinrichtungen zur Ermittlung der Körpertemperatur in der Human- und Veterinärmedizin unter besonderer Berücksichtigung des ökonomischen Nutzeffektes“ vorgelegten Dissertation wurde Tiemann 1987 zum Dr.-Ing. promoviert. Ab 1990 war Tiemann Betriebsdirektor der RFT Industrievertrieb Rundfunk und Fernsehen. 1994 übernahm Tiemann als Geschäftsführer in einem Management-buy-out-Verfahren mit 100%iger Übernahme die Gesellschafteranteile der RFT radio-television Brandenburg an der Havel, die seit 2010 den Namen RFT Kabel Brandenburg GmbH führt.
Im September 1996 gründete Tiemann den SKB Stadtfernsehen-Kabelrundfunk GmbH & Co. Betriebs KG, einen regionalen Fernsehsender in Brandenburg an der Havel mit der Breitband-Kabelnetz-Verbreitung in 26 Städten des Landes Brandenburg, über Satellit Astra sowie über das Internet.
Im Juni 2000 gründete Tiemann die BNMG Brandenburgische Netz- und Media-Service GmbH. 
Im April 2001 gründete er die RFT elkom Brandenburg GmbH und steht gemeinsam mit seinem Sohn Stefan Tiemann dieser Firma als Geschäftsführer vor.
Klaus-Peter Tiemann war bis 2022 Vorstandsmitglied im Wirtschaftsrat Deutschland, Landesverband Berlin-Brandenburg.
Klaus-Peter Tiemann ist seit 2019 in der zweiten Wahlperiode Aufsichtsratsmitglied der StWB Stadtwerke Brandenburg an der Havel GmbH & Co. KG, zugleich des Aufsichtsrates der StWB Verwaltungs GmbH.
Klaus-Peter Tiemann ist seit 2019 in der zweiten Wahlperiode Aufsichtsratsmitglied der AGILISCOM AG Brandenburg an der Havel.
Klaus-Peter Tiemann ist mit Dietlind Tiemann verheiratet und hat den Sohn Stefan Tiemann. Dieser ist seit 2011 Gesellschafter aller Firmen seines Vaters.

## Engagement für die Technische Hochschule Brandenburg
Er ist seit 2001 Vorstandsvorsitzender der Gesellschaft der Freunde der Technischen Hochschule Brandenburg e. V.
Des Weiteren ist er Mitbegründer des jährlichen Innovationspreises „Brain“ der Technischen Hochschule Brandenburg. Seit Gründung des „Brain“ im Jahre 2002 Jurymitglied und stellt jährliche Preisgelder für die Gewinner zur Verfügung.
Weiterhin ist er Mitbegründer und Sponsor der jährlichen Initiative der Technischen Hochschule Brandenburg zur Auslobung der besten Abiturientinnen und Abiturienten der Stadt Brandenburg an der Havel.
Darüber hinaus ist Klaus-Peter Tiemann Gründungsmitglied, Stifter und Spender der am 20. März 2007 gegründeten Studierendenstiftung der Technischen Hochschule Brandenburg zur Verbesserung der Chancengleichheit der Studierenden.
Klaus-Peter Tiemann ist als Interessenvertreter der Technischen Hochschule Brandenburg seit 2016 Beiratsmitglied in der Hochschulallianz für den Mittelstand e. V. In einer zielorientierten Zusammenarbeit zwischen den Hochschulen für angewandte Wissenschaften und erfahrenen mittelständischen Unternehmervertretern, sollen inhaltliche und synergetische Akzente gesetzt werden.

## Sonstiges
Im April 2017 entwickelte Tiemann einen „Mittelwellen-Detektor in der Nussschale anno 2017“. Hintergrund dieser technischen Leistung war ein Auftrag des Museums für Kommunikation Berlin: Tiemann führte eine wissenschaftliche Untersuchung zur Funktion und Datierung eines historischen Sammlerstückes des Museums „Mittelwellen-Detektor in der Nussschale“ durch, welches aus den 1920er Jahren stammen sollte.
Mittels aktueller physikalisch-technischer Untersuchungsmethoden konnte das historische Werk zerstörungsfrei analysiert und der zweiten Hälfte der Zwanziger Jahre zugeordnet werden.
Die zweite Aufgabe des Museums bestand darin, die angedachten Funktionen des historischen Geräts durch die Entwicklung und Fertigung eines „Mittelwellen-Detektor in der Nussschale anno 2017“, jedoch mit dem vollumfänglichen Mittelwellenbereich umfassenden Frequenzbereich umzusetzen.
Dieses Werk stiftete Tiemann anschließend der Museumsstiftung Post und Telekommunikation.

## Leistungen
- 1966 entwickelte Tiemann als Student einen Großbildschirm-Oszillographen (43 cm Diagonale) für den Vorlesungsbetrieb in Hoch- und Fachschulen.
- Im Juni 1967 entwickelte Tiemann den ersten transkutanen Herzschrittmacher der DDR.
- 1970 entwickelte Tiemann den ersten DC-Defibrillator der DDR.
- 1971 entwickelte Tiemann ein elektronisches Steuerungsmodul für eine Ölimpulsfeuerung zur Temperaturhomogenisierung in Tunnelöfen der grobkeramischen Industrie, für die Produktion hochwertiger Export-Hartbrandziegel.
- 1972 leitete Tiemann eine deutsch-polnische Arbeitsgruppe, die unter seiner Federführung eine technologische Lösung für die aktive Farbbildröhrenregenerierung erarbeitete.
- Im Jahre 1973 wurde von Tiemann ein Analysegerät für die Mukoviszidose-Diagnostik auf der Basis der Pilocarpien Iontophorese entwickelt. Diese Entwicklung und deren gerätetechnische Umsetzung versetzte die DDR als erstes Land in die Lage, nationale Screenings zur Mukoviszidose-Diagnostik zu realisieren.
- 1973 entwickelte Tiemann ein Schwimmbad-Raumcenter für die Parameter: Wassertemperatur, Entfeuchtung, Beschallung und Lichtdesign.
- 1978 entwickelte Tiemann ein Digitalmultimeter für den Elektronic-Uhren-Service der DDR.
- 1979 entwickelte Tiemann das Digital-Voltmeter A 200 für den RFT-RMB.
- In den Jahren 1980 und 1981 entwickelte Tiemann eine Lötzangen- und Hot Jet-gestützte Reparaturtechnologie für SMD.
- 1982 entwickelte Tiemann Temperatur-Mikrosensoren mittels Si p-n Mikrochip Halbleiterübergängen mit einer extrem niedrigen Einstellzeit T99 von ≤1 Sekunde für die Anwendung in der Human- und Veterinärmedizin.
- 1997 entwickelte Tiemann rückkanalfähige Breitbandnetze für den Betrieb von Triple-Play (TV, Rundfunk, High-Speed-Internet und Telefonie) und setzte diese Entwicklung technologisch um.
- Im April 2009 hat Tiemann das erste vollständige Glasfasernetz FttB/FttH in den neuen Bundesländern, mit der RFT Kabel Brandenburg GmbH, für die Stadt Premnitz geplant, errichtet und in Betrieb genommen.
- Im Dezember 2013 schuf Tiemann als Hommage an die Porzellanmanufaktur „Meissen“ die Porzellanuhr „Zeit-Tierkreis-Jahreszeiten Aurum 585 - 999“, einschließlich Gesamtdesign.
- 2015 entwickelte Tiemann parametrische Spannungs- und Stromregelungen für Power-LED-Anwendungen in Kraftfahrzeug-Hauptscheinwerfern.
- Zum 7. Mai 2020 schuf Tiemann den TIEMANN-TOURBILLON Flying Tourbillon als Hommage an JAGUAR E-Type Serie 1 einschließlich des Gesamtdesigns.

## Parteitätigkeiten
Als früherer Leitungskader in der DDR war Tiemann Mitglied der Sozialistischen Einheitspartei Deutschlands (SED). Klaus-Peter Tiemann engagiert sich heute im CDU-Kreisverband seiner Heimatstadt, von 2014 bis 2024 auch als Stadtverordneter.

## Ehrungen

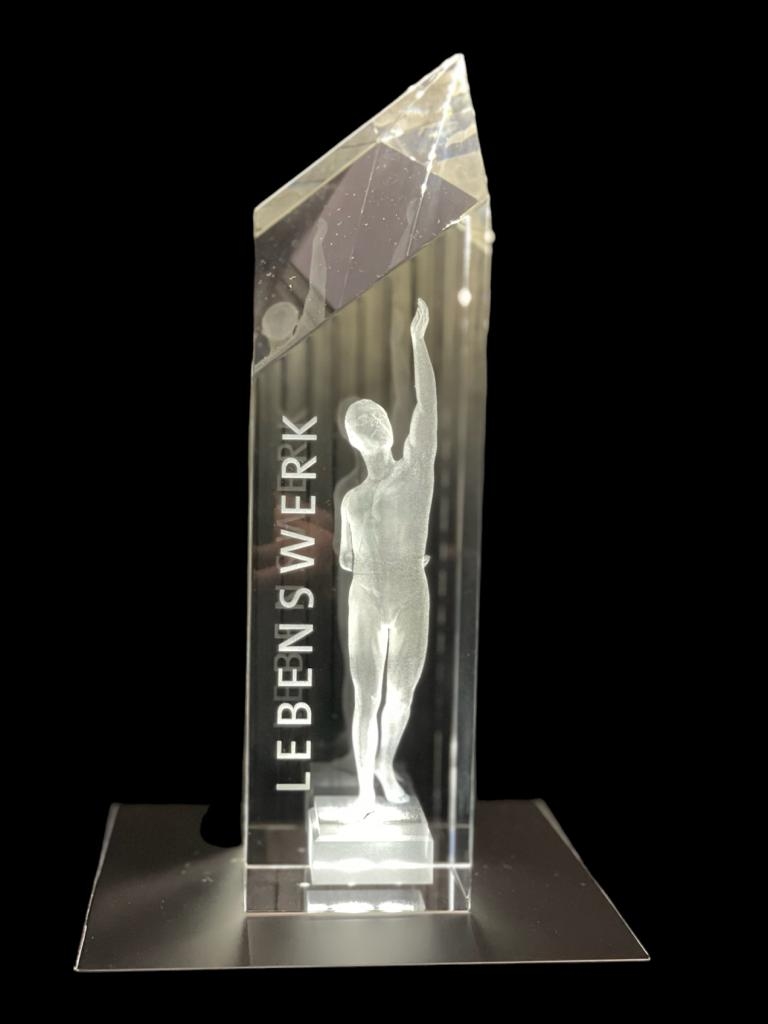
„Großer Preis des Mittelstands“ der Oskar-Patzelt-Stiftung, Kategorie „Lebenswerk“

- 2011 gewann das von Tiemann geführte Unternehmen RFT kabel Brandenburg GmbH die Auszeichnung „Großer Preis des Mittelstandes“ der Oskar-Patzelt-Stiftung.
- 2017 gewann das von Tiemann geführte Unternehmen RFT kabel Brandenburg GmbH die höchste Stufe „Premier“ – Großer Preis des Mittelstandes – der Oskar-Patzelt-Stiftung.
- Im Jahre 2018 wurde Klaus-Peter Tiemann zum Ehrensenator der Technischen Hochschule Brandenburg ernannt.
- 2020 gewann die RFT-Unternehmensgruppe, welche von Tiemann mit seinem Sohn Stefan geführt wird, die höchste Stufe, die „Premier-Ehrenplakette“ der Oskar-Patzelt-Stiftung. Diese Auszeichnung gilt als der bedeutendste Wirtschaftspreis Deutschlands.
- 2023 ist Tiemann anlässlich der Bundesballs der Oskar-Patzelt-Stiftung mit dem höchsten nationalen Sonderpreis „Lebenswerk“ geehrt worden, der nur einmal im Jahr vergeben wird.  Von 4070 in Deutschland nominierten Personen ist Tiemann für seine außergewöhnliche Lebensleistungsbilanz durch die nationale Jury ausgewählt worden.  Die lebenslangen, innovativen, interdisziplinären, ingenieurwissenschaftlichen Leistungen und der unternehmerische Mut die historische RFT-Marke als Unternehmensgruppe mit einer nachhaltigen Glasfasernetz-Technologieführerschaft erfolgreich zu entwickeln sowie sein uneigennütziges gesellschaftliches und ehrenamtliches Engagement mit dem Schwerpunkt „Technische Hochschule Brandenburg“ haben diese Persönlichkeit deutlich herausgehoben.[9][10]

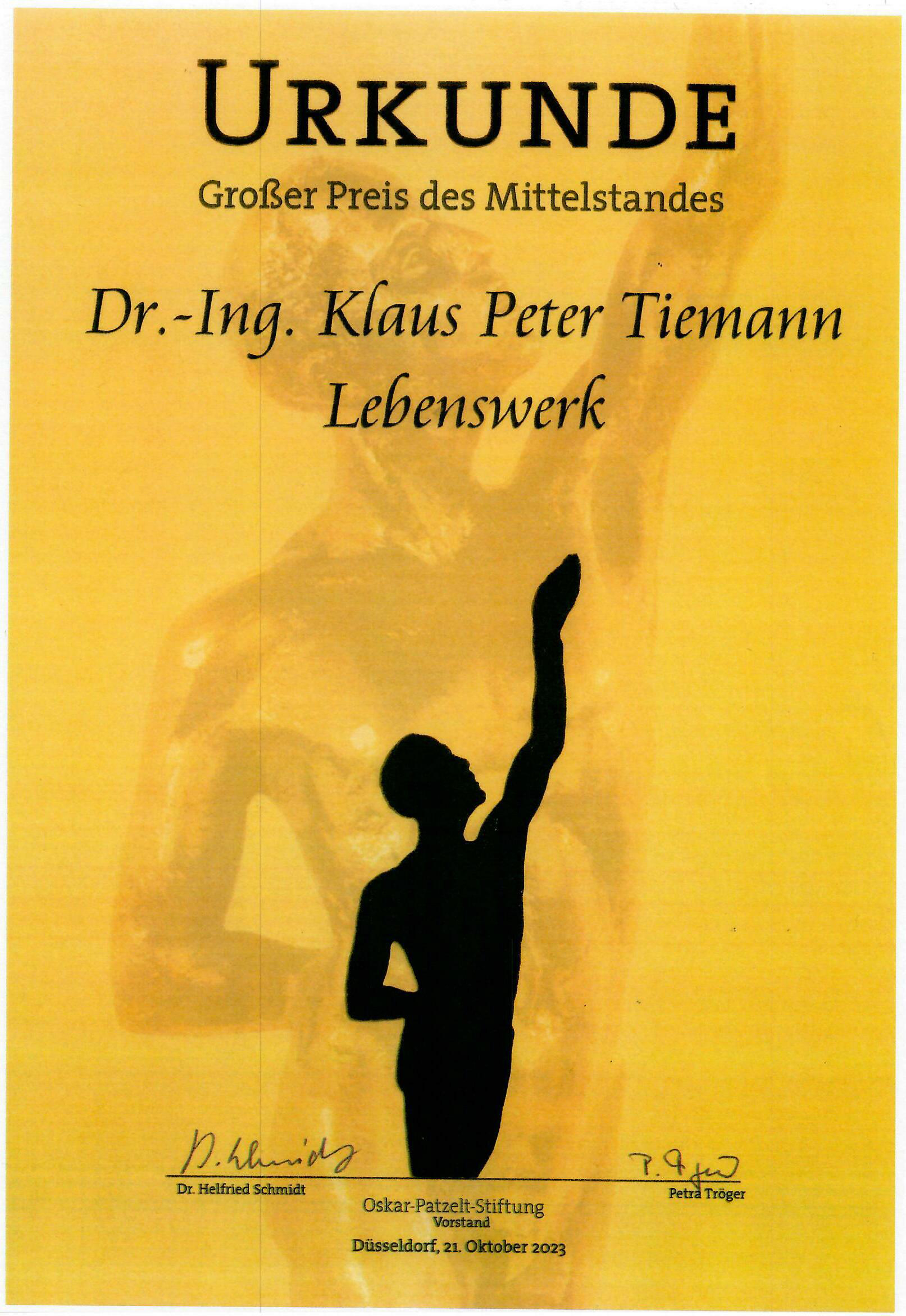
Urkunde über die Verleihung des Großen Preises des Mittelstandes der Oskar-Patzelt-Stiftung „Lebenswerk“

## Werke
Wissenschaftliche Werke von K.-P. Tiemann
und Berichte über K.-P. Tiemann
- Tiemann, Klaus-Peter: Einführung in die Farbfernsehtechnik.  VEB Industrievertrieb 1969.  Hrsg.: Kombinat Rundfunk und Fernsehen, Einführung in die Farbfernsehtechnik bezogen auf das Gerät „Color 20“. Bestellnummer: 11417
- H. Scheffler und K.-P. Tiemann. Transistor-Konstantstromgerät zur Pilocarpin-Iontophorese - Schweißgewinnung zur Mukoviszidose-Diagnose, Das deutsche Gesundheitswesen Berlin 1975
- RFT Kabel bringt die multimediale Zukunft nach Potsdam, 2010 Potsdam Journal
- Leuchttürme der Kommunikationstechnik - Die RFT kabel Brandenburg GmbH Berlin 2010
- „Dr. Technik“, TOP-Magazin Brandenburg/Potsdam 2011
- K.-P. Tiemann, St. Tiemann, A. Flad, M. L. Hübner - 65 Jahre RFT Zeichen & Marke, 1. Aufl. 2013, Hrsg.: RFT kabel Brandenburg GmbH
- Die Schrittmacher, RFT kabel Brandenburg GmbH, Berlin 2016 Wirtschaftsforum
- Einmalig: Ein Jaguar fürs Handgelenk, TOP-Magazin Brandenburg/Potsdam 2021
- Dschungelführer 2021 - Der Führer durch den Kommunikationsmarkt